# A-League Women

Altes Logo der Westfield W-League (bis 2021)

Die A-League Women (bis 2021: W-League, offizieller Sponsorenname Commonwealth Bank A-League Women) ist die höchste Spielklasse im australischen Frauenfußball. Seit Ende September 2021 tragen die australische Männer- (A-League Men), wie die Frauen- (A-League Women) als auch die Jugendliga (A-League Youth) den einheitlichen Namen A-League. Derzeit spielen zehn Mannschaften in der 2008 eingeführten Meisterschaft. 2021 stieß das neuseeländische Team Wellington Phoenix zur Liga hinzu. 2022 sollen die Central Coast Mariners aus Gosford zurückkehren und Western United, aus dem Melbourner Vorort Truganina, als neues Team in die Liga einsteigen, womit die Spielklasse aus 12 Mannschaften bestehen würde.

## Geschichte
Nach der Weltmeisterschaftsendrunde 2007 gab Tom Sermanni, damaliger Trainer der australischen Nationalmannschaft, den Anstoß für die Gründung der Liga, den die Football Federation Australia aufgriff. Mit Adelaide United, Queensland Roar, Central Coast Mariners, Melbourne Victory, Newcastle United Jets, Perth Glory und Sydney FC waren sieben Gründungsmitglieder der W-League Ableger der jeweils gleichnamigen A-League-Männermannschaften, zudem nahm Canberra United im Herbst 2008 den Spielbetrieb auf. Vor der Saison im Jahr 2009 änderte der Queensland Roar FC seinen Namen in Brisbane Roar FC. Nach dem Rückzug der Frauenmannschaft der Central Coast Mariners in der Spielzeit 2010/11 traten zeitweilig nur sieben Mannschaften an, ehe das neu gegründete A-League-Team Western Sydney Wanderers ab 2012 auch eine Frauenmannschaft für die W-League einführte.
Erster Meister der W-League wurde Queensland Roar, die im Play-off-Endspiel Canberra United mit einem 2:0 besiegten. Mit dem Gewinn der zwei folgenden Grand Finals wurde der Sydney FC zum Rekordmeister, 2013 zog Brisbane Roar und 2014 Canberra United mit ihrem jeweils zweiten Play-off-Finalsieg gleich.

## Organisation

### Mannschaften 2021/22
| Club                           | Stadt, Bundesstaat         | Gründung | Beitritt A-League Women |
| ------------------------------ | -------------------------- | -------- | ----------------------- |
| Adelaide United Women          | Adelaide, South Australia  | 2008     | 2008                    |
| Brisbane Roar Women            | Brisbane, Queensland       | 2008     | 2008                    |
| Canberra United FC             | Canberra, ACT              | 2008     | 2008                    |
| Melbourne City FC              | Melbourne, Victoria        | 2015     | 2015                    |
| Melbourne Victory Women        | Melbourne, Victoria        | 2008     | 2008                    |
| Newcastle Jets Women           | Newcastle, New South Wales | 2008     | 2008                    |
| Perth Glory Women              | Perth, Western Australia   | 2008     | 2008                    |
| Sydney FC Women                | Sydney, New South Wales    | 2008     | 2008                    |
| Wellington Phoenix             | Wellington, Wellington     | 2021     | 2021                    |
| Western Sydney Wanderers Women | Sydney, New South Wales    | 2012     | 2012                    |

Der Canberra United FC ist der einzige Club der A-League Women, der kein Männer-Team in der A-League Men hat.

## Modus

### Regular Season
Die „Regular Season“ geht in der Regel von November bis Februar. Zunächst treten die Mannschaften in zwölf Runden gegeneinander an. Bei derzeit acht Teams spielt jedes Team gegeneinander, jedoch zweimal ohne entsprechendes Rückspiel. Es gilt die Drei-Punkte-Regel. Der Tabellenerste am Ende der Saison ist Sieger der „A-League Women“.

### Play-offs
Die vier bestplatzierten Mannschaften der Liga ziehen in eine Finalrunde mit K.-o.-System ein. In dieser Play-off-Runde werden zunächst zwei Halbfinale ausgespielt deren jeweilige Sieger in das Endspiel, das Grand Final, einziehen. Ein Spiel um Platz 3 findet nicht statt. Der Sieger des Grand Finals ist „A-League Women Champion“.

## Meisterschaften
| Saison  | Sieger (Reguläre Saison) | Meister (Sieger Play-offs) |
| ------- | ------------------------ | -------------------------- |
| 2008/09 | Queensland Roar          | Queensland Roar            |
| 2009    | Sydney FC                | Sydney FC                  |
| 2010/11 | Sydney FC                | Brisbane Roar              |
| 2011/12 | Canberra United          | Canberra United            |
| 2012/13 | Brisbane Roar            | Sydney FC                  |
| 2013/14 | Canberra United          | Melbourne Victory          |
| 2014    | Perth Glory              | Canberra United            |
| 2015/16 | Melbourne City           | Melbourne City             |
| 2016/17 | Canberra United          | Melbourne City             |
| 2017/18 | Brisbane Roar            | Melbourne City             |
| 2018/19 | Melbourne Victory        | Sydney FC                  |
| 2019/20 | Melbourne City           | Melbourne City             |
| 2020/21 | Sydney FC                | Melbourne Victory          |
| 2021/22 | Sydney FC                | Melbourne Victory          |
| 2022/23 | Sydney FC                | Sydney FC                  |
| 2023/24 | Adelaide United          | Sydney FC                  |

Queensland Roar hat seinen Namen vor der Saison 2009 in Brisbane Roar geändert.